# 베드란 초를루카
베드란 초를루카(크로아티아어: Vedran Ćorluka, 1986년 2월 5일 ~ )는 크로아티아의 은퇴한 축구 선수로, 포지션은 수비수로 활약했다.

## 수상 경력

### 국가대표팀
크로아티아
- FIFA 월드컵 준우승: 2018[1]

## 같이 보기
- A매치 100경기 이상 출전한 축구 선수 명단